# Gleb Ivanovič Uspenskij
Gleb Ivanovič Uspenskij (in russo Глеб Иванович Успенский?; Tula, 25 ottobre 1843 – San Pietroburgo, 6 aprile 1902) è stato uno scrittore russo.

## Biografia
Con temi e impostazioni naturalistiche, esordì dopo il 1860 descrivendo la vita di piccoli borghesi, artigiani e impiegati in opere come I costumi della via Rasterjaeva, del 1866.
Ebbe simpatie populiste e, vissuto in seguito a contatto diretto con il mondo contadino, insieme a Nikolaj Nikolaevič Zlatovratskij divenne uno degli esponenti della narrativa contadina; questo è l'oggetto del suo Diario di campagna del 1880 e soprattutto di La potenza della terra, del 1882, opera che sta fra il saggio di indagine sociologica ed il romanzo ed è considerata la sua opera più rilevante.
Colpito da gravi disturbi psichici, trascorse in manicomio gli ultimi dieci anni della sua vita.
Di stile letterario molto simile fu il cugino Nikolaj Vasil'evič Uspenskij.